# Main Hoon Na
Main Hoon Na  es una película India,  dirigida por Farah Khan en 2004, y protagonizada por Naseeruddin Shah y  Shah Rukh Khan.

## Sinopsis
El padre del mayor Ram Prasad Sharma es asesinado por un grupo de rebeldes que están en contra del gobierno, luego de su funeral, un general le da una misión a Ram, la cual es ir de incógnito a la universidad en la que se encuentra su hija para protegerla de los rebeldes. Ram acepta porque también debe buscar a su hermano.
Al principio Ram y su hermano llamado Lucky no se llevaban bien pero cuando Ram se entera de que Lucky es su hermano, comienza una amistad entre ellos. Ram se enamora de una de las maestras. 